# Église Saint-Pierre du Foix
L'église Saint-Pierre du Foix (XIe-XIVe s.) ne doit pas être confondue avec l'église Saint-Pierre de Blois (jusqu'au Xe s.), localisée à l'emplacement de l'actuelle cathédrale Saint-Louis de Blois.
L'église Saint-Pierre du Foix est une église aujourd'hui disparue de la ville de Blois, en France métropolitaine. Fondée au milieu du Moyen Âge, elle a existé pendant environ trois siècles jusqu'en 1362 avant d'être détruite lors de la Guerre de Cent Ans et absorbée par l'abbaye Saint-Laumer grandissante.

## Histoire
L'église hérite ainsi du vocable de Saint Pierre récemment abandonné plus tôt par la nouvelle église Saint-Solenne, reconstruite vers l'an 977 par la veuve et les fils du comte Thibaud Ier de Blois.
L'église est finalement victime de la Guerre de Cent Ans. En effet, la percée du Prince Noir, l'anglais Édouard de Woodstock, qui parvient à détruire le château de Fougères-sur-Bièvre en 1356, menace fortement la capitale du comté de Blois. Pour se prémunir d'attaques, les moines bénédictins de l'abbaye Saint-Laumer décident de renforcer leurs fortifications, nécessitant de fait la destruction vers 1362 de la petite église Saint-Pierre, dont la paroisse est incorporée à celle de l'abbaye, qui contrôlait alors l'ensemble du bourg du Foix.

## Localisation
D'après les travaux des blésois Frédéric Lesueur puis d'Annie Cosperec, il semblerait que l'église Saint-Pierre ait existé à l'emplacement des actuels degrés Saint-Nicolas.